# Göran Luterkort
Sven Göran Luterkort, född 5 mars 1925 i Stockholm, död 17 september 2021 i Limhamns distrikt, Malmö, var en svensk advokat.
Efter studentexamen i Sundsvall 1944 blev Luterkort juris kandidat vid Uppsala universitet 1950, praktiserade i Storbritannien och Frankrike 1950–1951, genomförde tingstjänstgöring vid Stockholms rådhusrätt 1951–1952, var anställd vid Svenska Arbetsgivareföreningen 1952–1953, var biträdande jurist på Wilhelm Kjellströms advokatbyrå 1953–1961, innehade egen advokatbyrå i Stockholm 1961–1971 och i Malmö från 1972.
Luterkort innehade kommunala uppdrag i Stocksund, Djursholm och Danderyds köping 1961–1971 och var ordförande i socialnämnden i Djursholm 1968–1970. Han var vice ordförande i stockholmsavdelningen av Sveriges Advokatsamfund 1967–1971 och ordförande i Sveriges Advokatsamfund 1979–1981 (vice ordförande 1975–1979).